# Igor Viktorovič Panin
Igor Viktorovič Panin, rusky Игорь Викторович Панин, (* 9. listopadu 1972 Toljatti) je ruský básník, literární kritik a novinář.

## Životopis
Od roku 1998 žije v Moskvě. Vystudoval fakultu filologie na státní universitě Tbilisi. V současné době pracuje jak šéfredaktor poezie Literárních novin (Литературная газета), kde také pravidelně publikuje jako kritik. Od roku 2000 je člen Svazu spisovatelů Ruska. Je autorem několika básnických sbírek. Jeho práce byly publikovány v časopisech Нева, Дети Ра, Крещатик, Дружба народов, День и ночь, Континен a dalších. Kromě básní píše kritické eseje, publicistiku, povídky a divadelní hry.